# حوزه انتخابیه شازند
حوزهٔ انتخاباتی شازند یکی از  حوزه از حوزه‌های استان مرکزی برای انتخابات مجلس شورای اسلامی است. این حوزه به مرکزیت شازند، ۱ نماینده دارد.

## نمایندهدوره هشتم
محمود احمدی بیغش

## نمایندهدوره دهم
علی ابراهیمی

## نمایندهدوره یازدهم
محمود احمدی بیغش

## نمایندهدوره دوازدهم
هوشنگ هادیان‌پور

## پی‌نوشت و منبع
- «جدول حوزه‌های انتخابیه در انتخابات دهمین دورهٔ مجلس شورای اسلامی» (PDF). مرکز پژوهش و سنجش افکار صدا و سیما. بایگانی‌شده از اصلی (PDF) در ۵ اكتبر ۲۰۱۸. دریافت‌شده در ۶ ژوئیه ۲۰۱۶. تاریخ وارد شده در |archive-date= را بررسی کنید (کمک)